# Diphascon stappersi
Diphascon stappersi är en djurart som tillhör fylumet trögkrypare, och som beskrevs av Ferdinand Richters 1911. Diphascon stappersi ingår i släktet Diphascon och familjen Hypsibiidae. Inga underarter finns listade i Catalogue of Life.